# Alconeza
Alconeza es un despoblado español del municipio soriano de Berlanga de Duero, en la comunidad autónoma de Castilla y León.

## Historia
El despoblado, que pertenece al término municipal de Berlanga de Duero, está situado entre las localidades sorianas de Cabreriza y Ciruela. A mediados del siglo XIX, estaba ya despoblado por causas que se desconocen, si bien Pascual Madoz, en el Diccionario geográfico-estadístico-histórico de España y sus posesiones de Ultramar, apunta como posibles motivos una peste y la mala situación del lugar. El lugar aparece descrito en el primer tomo de esa obra con las siguientes palabras:

ALCONEZA: desp. de la prov. de Sória, part. jud. de Almazan, térm. jurisd. de Cabrrosa: sit. entre este pueblo y el de Ciruela; es su térm. muy dilatado, por lo que le cultivan ambos pueblos, y algunos otros especialmente el de Arenilla, tiene un gran monte, que posee la v. de Berlanga, con el cargo de poner un guarda, y arrienda los pastos dejando sin embargo cierta parte para que la aprovechen los pueblos mencionados. Es sitio delicioso y abundante en caza, tiene una fuente de mucha y buen agua; aun existen algunos vestigios de la pobl. y la igl., todo contiguo y enlazado con el monte. Dícese que la causa de su ruina (cuyo año se ignora) fué una peste, y otros añaden que en atencion á su posicion insana, fué abandonado por su moradores.
(Madoz, 1845, p. 461)